# Ivittuut
 "Ivigtut" omdirigeres hertil. For andre betydninger af Ivigtut, se Ivigtut (film fra 1918).
Ivittuut (gammel retskrivning: Ivigtût; betyder det græsrige sted) er en nedlagt mineby i Grønland. Stedet var fra 1854 til 1987 hjemsted for brydning og udskibning af kryolit, som blev brugt i fremstillingen af aluminium. Kryolitbrydningen på stedet og den videre bearbejdning i København var Grønlands største mineaktivitet gennem historien.
Nordboerne har været i Ivittuut-området fra omkring år 1000 til 1400.

## Geografi
Ivittuut ligger på den sydlige bred af fjorden Ilorput (Arsukfjord). En vej forbinder Ivittuut med flådestationen Kangilinnguit, som ligger 4,5 km mod nordøst. Den næste permanent beboede bygd er Arsuk, som ligger 15 km mod vest.

## Historie

### Opdagelsen af kryolitten
Den grønlandske befolkning havde længe vidst, at der var kryolit i Ivittuut. De brugte mineralet som vægt til deres fiskestænger og som fyldstof til snus. I 1795 rapporterede Heinrich Christian Friedrich Schumacher for første gang om de grønlandske aflejringer. I 1809 blev forekomsterne i Ivittuut undersøgt nærmere af Carl Ludwig Giesecke. I 1823 undersøgte Jöns Jakob Berzelius kryolitten mere detaljeret. I lang tid blev kryolit dog anset for værdiløs, mens sølv og tin blev udvundet tidligt i Ivittuut, som blev fundet i små mængder sammen med kryolit.

### De første år med minedrift i Ivittuut
Det var først i 1852, at den unge danske kemiker Julius Thomsen undersøgte Gieseckes prøve og opdagede en metode til at fremstille aluner og natriumcarbonat af kryolit. I 1853 fik han det kongelige danske patent på videreforarbejdning af kryolit, som var gældende i ti år. Det blev dog samtidig fastslået, at kun Den Kongelige Grønlandske Handel måtte udvinde mineralet. I 1850 udgravede købmanden Jacob Henrik Lundt, der havde eneret til minedrift i Grønland, først kryolit i Ivittuut sammen med den engelske ingeniør Joseph Walter Tayler.

### 1900-tallet
Fra 1911 hørte Ivittuut til Arsuk Kommune. Danskernes tilstedeværelse i Ivittuut og deres samkvem med beboerne i Arsuk førte til udbrud af syfilis i Arsuk, hvilket blev så problematisk, at Arsuk var et af de første steder i Grønland, der fik et hospital, og stedet blev fuldstændig isoleret fra resten af landet for at undgå yderligere spredning af sygdommen. Trafikken var også stærkt begrænset mellem Arsuk og Ivittuut.
I 1918 var minebyen Ivittuut endnu større end nogle af kolonierne og var over 300 meter lang. På det tidspunkt boede kun én europæisk familie på fem og tre grønlændere med fast bopæl i Ivittuut. Blandt dem var den danske kontrollør og en grønlandsk kok. Kontrollørens lejlighed er fra 1863 og målte 132 m², var et træhus med fem værelser, køkken og to loftsrum. Kokken boede i et 19 m² stort træhus med to værelser, et udhus og en stald. Der var også i alt 65 bygninger til minearbejdere og til forsyninger, som lager osv. Det betød, at Ivittuut allerede dengang lignede en by. 
Foruden de otte fastboende skiftede resten af befolkningen hvert halve år. I alt var Ivittuut beboet af omkring 120 mennesker om sommeren og 60 mennesker om vinteren. Minearbejderne var for det meste unge, uuddannede danskere fra landet, som lige havde aftjent deres værnepligt. Den 1. oktober 1918 oprettede fagforeningen Dansk Arbejdsmands Forbund en afdeling for minearbejderne i Ivittuut. Den 1. april 1935 oprettede man endvidere en afdeling B, hvorunder messemedhjæpere og såkaldte "stueture", dvs. rengøringsassistenter, organiseredes. 
Ved forvaltningsreformen i 1950 blev Ivittuut sin egen kommune, landets klart mindste. I begyndelsen af 1960'erne var forekomsterne ved minen ved at være opbrugt, men kryolit, der allerede var blevet udvundet og lagret i Ivittuut, fortsatte med at blive eksporteret i årevis. 
I 1950’erne var cirka 100 håndværkere og arbejdsmænd samt 20 funktionærer beskæftiget ved bruddet, alle opsendt fra Danmark. Endvidere var der 15-25 grønlandske messemedhjælpere og "stueture". Der var i alt 166 beboere i 1955, Men antallet faldt i 1960'erne. I 1965 var der kun 46 ansatte, heraf 35 danskere, og i alt 71 beboere.

## Efter år 2000 - kommunenedlæggelse og debat om minebyen
I 2009 blev Ivittuut Kommune, hvor efterhånden kun Kangilinnguit var beboet, indlemmet i den nye Kommuneqarfik Sermersooq.
I dokumentarfilmen Grønlands hvide guld, der blev vist på DR i februar 2025, blev den samlede salgsværdi af den udvundne kryolit fra start til slut (dvs. kryolitvirksomhedernes omsætning) opgjort til en størrelsesorden på ca. 800 mia. kr. omregnet til 2025-størrelser (heraf ca. 400 mia. kr. i Danmark og ca. 400 mia. kr. i USA), dette tal er dog behæftet med betydelig usikkerhed.